# Vujanovo
Vujanovo (izvirno srbsko Вујаново) je naselje v Srbiji, ki upravno spada pod Občino Bojnik; slednja pa je del Jablaniškega upravnega okraja.

## Demografija
V naselju živi 59 polnoletnih prebivalcev, pri čemer je njihova povprečna starost 59,2 let (61,7 pri moških in 57,4 pri ženskah). Naselje ima 32 gospodinjstev, pri čemer je povprečno število članov na gospodinjstvo 2,00.
To naselje je, glede na rezultate popisa iz leta 2002, večinoma srbsko.
|  |

| Demografija | Demografija     | Demografija     |
| Leto        | Št. prebivalcev | Št. prebivalcev |
| ----------- | --------------- | --------------- |
|             |                 |                 |
|             |                 |                 |
|             |                 |                 |
|             |                 |                 |
| 1948        | 363             |                 |
| 1953        | 385             |                 |
| 1961        | 329             |                 |
| 1971        | 180             |                 |
| 1981        | 138             |                 |
| 1991        | 94              | 94              |
| 2002        | 65              | 64              |
|             |                 |                 |

| Etnična sestava po popisu iz leta 2002 | Etnična sestava po popisu iz leta 2002 | Etnična sestava po popisu iz leta 2002 | Etnična sestava po popisu iz leta 2002 | Etnična sestava po popisu iz leta 2002 |
| -------------------------------------- | -------------------------------------- | -------------------------------------- | -------------------------------------- | -------------------------------------- |
| Srbi                                   | Srbi                                   |                                        | 62                                     | 96,87%                                 |
| Rusi                                   | Rusi                                   |                                        | 1                                      | 1,56%                                  |
| Neznano                                | Neznano                                |                                        | 0                                      | 0,0%                                   |